# ユーリー・バルエフスキー
ユーリー・ニコラエヴィッチ・バルエフスキー（Юрий Николаевич Балуевский；1947年1月9日 - ）は、ソ連、ロシア連邦の軍人。ロシア安全保障会議副書記。2004年から2008年までロシア連邦軍参謀総長、国防第一次官。上級大将。

## 経歴
白ロシア軍管区で小隊長及び中隊長、軍参謀部作戦課将校として勤務。1974～1979年、駐独ソビエト軍集団作戦課将校、先任将校。1979～1982年、レニングラード軍管区。軍参謀部作戦課先任将校、管区参謀部作戦局先任将校。
1982～1988年、ソ連軍参謀本部作戦総局で勤務。1990年のソ連軍参謀本部軍事アカデミー卒業後、参謀本部作戦総局で勤務を続けた。副班長、班長。
1993～1995年、在ザカフカーズロシア軍集団参謀長兼第一副司令官。1995年6月から、ロシア連邦軍参謀本部作戦総局の局長、副総局長。1997年8月から、参謀本部作戦総局長兼ロシア連邦軍参謀第一次長。
2001年7月から2004年7月まで、ロシア連邦軍参謀次長。
2004年7月から、ロシア連邦軍参謀総長兼ロシア連邦国防第一次官。
2008年1月19日、バルエフスキー参謀総長は、モスクワ市内で開かれた軍事科学技術者の会議で演説し、こう述べた。
「私達は、誰も攻撃する意図を持っていません。しかし、私達のパートナー全てがはっきりと理解し、 誰もが、いかなる疑問も抱かない時、軍隊は、ロシア連邦およびその同盟国の主権および領土を完全に保護する為に使用されるでしょう。それは予防的措置も含まれ、そして、核兵器の使用も含まれるでしょう」
「軍隊は、その利益を護る為、国家首脳の意思表示の為に使用されなければならない。それは、全ての残る手段が、効果が無いと分かった時の非常手段としてでなければならない」
しかし日本を始めとする西側諸国では、バルエフスキー発言の「予防的措置」と「核兵器の使用」だけが取り上げられ、これが「核兵器の先制使用」と誤解釈され、『ロシア軍の参謀総長が「核先制使用」発言』として報じられた。
また、バルエフスキーは、この日の講演で、聴衆からの質問に答え、アナトリー・セルジュコフ国防相がモスクワからサンクトペテルブルクへのロシア海軍総司令部の移転を決定したと報じられている事に関して「私は個人的に、それは今日、必要性が無いと考える」と答え、移転を「時機をわきまえないもの」と評した。
3月下旬、ロシア各メディアは、バルエフスキーがセルジュコフ国防相と対立し、辞表を提出した、と報じた。
バルエフスキーは、アメリカのミサイル防衛施設配備問題を巡り、3月18日にモスクワで開かれたロシア・アメリカの外相・国防相会議にも姿を見せる事は無かった。公式には、参謀総長は25日まで休暇扱いとされていた為に欠席したと説明されたが、こういう会議の場合は、たとえ休暇中でも呼び出されるのが通例である。しかしバルエフスキーは、会議への出席を要請されなかった。
ロシア政府は、内紛の表面化を避ける為、5月のドミートリー・メドヴェージェフ大統領就任までは、バルエフスキーの辞任を認めない方針であると伝えられていた。
6月3日、メドヴェージェフ大統領は、国防次官ニコライ・マカロフ上級大将を参謀総長に指名、バルエフスキーは、ロシア安全保障会議副書記に任命された。

## パーソナル
ウクライナ・ソビエト社会主義共和国リヴォフ州トルスカヴェツ市出身。1970年にレニングラード高等諸兵科共通指揮学校、1980年にM.V.フルンゼ名称軍事アカデミーを卒業。